# Parepactophanes minuta
Parepactophanes minuta är en kräftdjursart som beskrevs av Kunz 1935. Enligt Catalogue of Life ingår Parepactophanes minuta i släktet Parepactophanes och familjen Cletodidae, men enligt Dyntaxa är tillhörigheten istället släktet Parepactophanes och familjen Canthocamptidae. Arten är reproducerande i Sverige. Inga underarter finns listade i Catalogue of Life.